# Kiivera
Koordinaten: 58° 54′ N, 22° 28′ O
Kiivera ist ein Dorf (estnisch küla) in der Landgemeinde Hiiumaa (2013 bis 2017: Landgemeinde Hiiu, davor Landgemeinde Kõrgessaare) auf der zweitgrößten estnischen Insel Hiiumaa (deutsch Dagö).

## Beschreibung und Geschichte
Kiivera hat drei Einwohner (Stand 31. Dezember 2011).
Aus Kiivera stammten die Vorfahren des sowjet-estnischen Schriftstellers Egon Rannet (1911–1983). Rannet hatte früh seine Eltern verloren. Er lebte in der Zwischenkriegszeit in der estnischen Hauptstadt Tallinn als Herumtreiber auf der Straße. Während des Zweiten Weltkriegs kämpfte er in der Roten Armee. In der Zeit der Estnischen SSR avancierte der phantasiereiche und linientreue Rannet, der nur vier Jahre die Schule besucht hatte, ab Anfang der 1950er Jahre zu einem vielbeachteten Stückschreiber und Romanautor.